# José Pedro Montero
José Pedro Montero Candia (Asunción, Paraguay; 1 de agosto de 1878 - Asunción, 7 de junio de 1927) fue un médico y político paraguayo. Fungió como presidente de Paraguay entre los años 1919 y 1920.

## Vida personal
Nació en la ciudad de Asunción en un barrio llamado Villa Aurelia, al sureste de la Recoleta, el 1 de agosto de 1878. Realizó sus estudios primarios en el Colegio Nacional de la Capital, en compañía de su gran amigo Pastor Ibáñez. 
Se graduó de bachiller en 1896 en la capital y se trasladó a Buenos Aires, donde se tituló de médico pediatra en la Facultad de Ciencias Médicas de la UBA Universidad de Buenos Aires. Se graduó en 1904 y ese mismo año presentó su tesis sobre “La prueba de los cloruros” y así dio comienzo a su labor profesional. Fue un orador elocuente y  un talentoso escritor. Estuvo casado con Andrea Campos Cervera.
En su país, fue director de hospitales y también fue profesor suplente del área de pediatría. En 1901 fue nombrado delegado del Paraguay en el Congreso Panamericano que fue celebrado en Buenos Aires. En 1906 fue delegado oficial del Paraguay al 4.º Congreso Médico de Montevideo. De 1905 a 1908 fue becado de la Facultad de Medicina y profesor de dicha institución y volvió a la política activa, luego de los sucesos político del 2 de junio de aquel año. Fue además  miembro del Consejo Superior de Educación y director del asistente público, y fundó los servicios de maternidad, farmacia, laboratorios químicos bacteriológicos y los servicios de urgencia. En 1910 se inició en la política por medio de una banca de diputado, pero la caída de Manuel Gondra lo alejó del país. 
En 1911, luego de producirse la renuncia del Presidente Gondra, emigró a la Argentina y fue miembro activo del movimiento que estuvo organizado por el Partido Liberal Radical Auténtico en 1912. Más tarde, en ese año, formó parte del Comité Revolucionario de Pilar. Falleció el 7 de junio de 1927 y, por disposición municipal N.º 1766, del 23 de junio de aquel año, la antigua Avenida del Hospital ostenta su nombre.

## Gobierno
Asumió la primera magistratura, en su carácter de vicepresidente, tras la muerte del presidente Manuel Franco, desde el  5 de junio de 1919 hasta el 15 de agosto de 1920. Al finalizar la Primera Guerra Mundial, el gobierno de Montero fue afectado por la crisis económica expandida por toda la región. Esta crisis, afectó principalmente a la clase media y a los pobres. Se llegó a tal punto en que la ausencia del pago de los sueldos estatales se prolongó por tres meses.
Su gabinete estuvo formado de la siguiente manera: en Relaciones Exteriores, el doctor Eusebio Ayala; en Interior, el doctor Luis Alberto Riart;  en Hacienda, Manuel Peña; en Justicia, Culto e Instrucción Pública, Félix Paiva; en Guerra  y Marina, el comandante Adolfo Chirife.
Entre algunos de su gobierno se enumeran: fundación de algunos fortines en el Chaco, adquisición la Quinta Caballero, modificación la ley orgánica municipal, fundación de la colonia Nueva Colombia, aprobación del proyecto de convención sobre encomiendas postales con los Estados Unidos de América, y la invitación a participar del Congreso Rural Internacional de Peoria , Illinois, que fue auspiciado por el gobierno estadounidense. Asimismo, el Departamento de Fomento inició el estímulo de la pequeña propiedad en todo el territorio de la república. 
Otros logros fueron la subdivisión de lotes y la colonización de las tierras fiscales que estaban destinadas a ese fin, tramitación más de cinco mil expedientes relativos a compras de lotes agrícolas y se expidió 154 títulos definitivos de propiedad, entre otras disposiciones. En 1919 fueron destinado 100.000 pesos para la construcción de escuelas en el interior del país, también el ajuste del convenio sobre arbitraje con el Uruguay y la designación  del doctor Eladio Velázquez como miembro del Superior Tribunal de Justicia, aprobación del tratado comercial con el Japón, promulgación de la ley de enjuiciamiento y remoción de magistrados, formación de zonas sanitarias en Asunción, Villa Rica y Caacupé y se realizó el reglamento orgánico del Ejército. Por otro lado, en abril de 1920 fue fundado el Centro Feminista del Paraguay. El 15 de agosto de ese año, Montero entregó el mando presidencial a Manuel Gondra.  
En el ámbito intelectual y artístico, fueron nombrados personalidades para cargos públicos, entre ellos: Narciso R. Colmán, Juan F. Bazán, Arturo Alsina, Juan Sorazábal, Rufo Galeano, José Concepción Ortiz y Eudoro Acosta Flores. A esto se sumó la contratación del sabio brasileño doctor Edgar Roquette Pinto y la jubilación de don Juan E. O`Leary en el Colegio Nacional  y la Escuela Normal.
Una de las mayores preocupaciones del doctor Montero fue la de la tierra. En 1919 fueron fundadas Nueva Colombia, en Altos, con 6.122 hectáreas y la de Santiago, en General Delgado, con 1.909. En 1920, se fundó Curupaity, en Barrero Grande, con un total de 1.111 hectáreas.
En el campo de la educación, el 25 de julio de 1919 se realizó a la reforma del plan de estudios de las Escuelas Normales de la Capital y Villa Rica que duró cuatro años. El  22 de septiembre del mismo año, se adoptó el procedimiento para la enseñanza secundaria, la cual se dividió en dos ciclos: uno elemental de cuatro cursos y otro general de dos. En 1920, el doctor Cecilio Báez fue designado como profesor interino de Sociología en la Facultad de Derecho de la Universidad Nacional, según el decreto del 17 de abril de aquel año.

## Trayectoria política
Fue diputado de la capital y  ejerció ese mandato hasta el año 1901. El 7 de agosto de 1908 firmó el manifiesto-invitación a la asamblea del día 15, donde los llamados  “radicales” estarían definiendo su situación partidaria. Fue ministro del Interior durante el gobierno de Eduardo Schaerer. Esta función la desempeñó hasta el día en que fue proclamada la nueva fórmula para el período 1916 a 1920, cuya lista estuvo encabezada por Manuel Franco y el mismo José P. Montero.
| Predecesor: Manuel Franco   | Presidente de la República del Paraguay 1919 - 1920     | Sucesor: Manuel Gondra |
| Predecesor: Pedro Bobadilla | Vicepresidente de la República del Paraguay 1916 - 1919 | Sucesor: Félix Paiva   |

- Datos: Q860997
- Multimedia: José Pedro Montero / Q860997